# Olios amanensis
Olios amanensis är en spindelart som beskrevs av Embrik Strand 1907. Olios amanensis ingår i släktet Olios och familjen jättekrabbspindlar. Inga underarter finns listade i Catalogue of Life.